# Zona smirenog prometa
Zona smirenog prometa je područje u naselju obilježeno propisanim prometnim znakom, u kojem se vozila ne smiju kretati brzinom većom od brzine hoda pješaka i u kojem je dječja igra svugdje dopuštena.